# 1790
Évszázadok: 17. század – 18. század – 19. század
Évtizedek: 1740-es évek – 1750-es évek – 1760-as évek – 1770-es évek – 1780-as évek – 1790-es évek – 1800-as évek – 1810-es évek – 1820-as évek – 1830-as évek – 1840-es évek
Évek: 1785 – 1786 – 1787 – 1788 –  1789 – 1790 – 1791 – 1792 – 1793 – 1794 – 1795

## Események

### Határozott dátumú események
- január 11. – Osztrák-Németalföldön megalakul az Egyesült Belga Államok.[1]
- január 26. – II. József halálos ágyán visszavonja legtöbb rendeletét.[2]
- február 21. – Hatalmas ünnepséget rendeznek Budán a Szent Korona fogadására.[3]
- március 8. – Az alkotmányozó nemzetgyűlés(wd) Franciaország szerves részévé nyilvánítja a gyarmatokat, és közreműködési jogot biztosít a számukra a rájuk vonatkozó törvényalkotásban.[4]
- április 13. – Az alkotmányozó nemzetgyűlés harmadszor is elveti azt a javaslatot, hogy katolikus vallást Franciaország államvallásának nyilvánítsák.[5]
- július 5. – Festetics György, Laczkovics János, Árki Pál és Vincze János, a Graeven huszárezred más magyar tisztjei az országgyűléshez folyamodványt nyújtanak be, melyben kérik, hogy a magyar ezredekben magyar főtisztek szolgáljanak és ezek az ezredek Magyarországon állomásozzanak.[6]
- július 12. – Párizsban az alkotmányozó nemzetgyűlés megszavazza a papság polgári alkotmányát.[7]
- július 22. – XVI. Lajos elfogadja az egyházügyi reformokat.[8]
- július 27. – Reichenbachban II. Lipót magyar király és II. Frigyes Vilmos porosz király megegyeznek, Poroszország nem támadja meg a Habsburg Birodalmat, Lipót pedig lemond a török háborúban elfoglalt területekről, Belgrádról is.[9]
- szeptember 4. – Jacques Necker, XVI. Lajos pénzügyminisztere lemond tisztségéről.[10]
- október 25. – A budai Várszínházban Kelemen László színtársulata bemutatja első előadását, Simai Kristóf Igazházi című darabját.[11]
- november 4. – A Szymanowski család telket adományoz Varsónak, ahol hamarosan felszentelik a történelmi Powązki temetőt.
- november 12. – Az országgyűlés nádorrá választja Sándor Lipót főherceget.[6]
- november 15. – II. Lipót német-római császárt Pozsonyban magyar királlyá koronázzák.[6]
- november 27. – A francia alkotmányozó nemzetgyűlés rendelete alapján minden közhivatalnoknak - így a papoknak is - esküt kell tenni az alkotmányra.[5]
- december 15. – A francia alkotmányozó nemzetgyűlés eltörli a megvásárolható és örökölhető kormányhivatalokat.
- december 22. – Szuvorov tábornok csapatai egy hónapos ostrom után elfoglalják Izmajilt.[12]

## Az év témái

### 1790 az irodalomban
- március 20. – Kis János társaival megalakítja a Soproni Magyar Társaságot az evangélikus líceumban.
- április 3. – Ifjabb Martin Hochmeister erdélyi szász nyomdász megalapítja az első erdélyi magyar lapot, az Erdélyi Magyar Hírvivőt.[13]

## Születések
- január 26. – Alekszandr Nyikolajevics Lüders, orosz tábornok († 1874)
- február 3. – Gideon Mantell, angol szülészorvos, geológus és őslénykutató († 1852)
- március 28. –  Cservényi Alajos, piarista rendi tanár, költő († 1853)
- május 23. – Jules Dumont d’Urville, francia tengerész, felfedező († 1842)
- június 13. – José Antonio Páez, venezuelai katonatiszt, politikus († 1873)
- augusztus 8. – Kölcsey Ferenc, magyar költő († 1838)
- október 21. – Alphonse de Lamartine, francia romantikus költő, regény- és drámaíró, politikus, szónok († 1869)
- október 24. – Teleki József, magyar történetíró, Erdély kormányzója († 1855)
- november 4. – Árvay Gergely, premontrei szerzetes, kanonok († 1872)
- november 17. – August Ferdinand Möbius, német matematikus, csillagász († 1868)
- november 21. – Beregszászi Nagy Pál, magyar mérnök, építészeti felügyelő és rajztanár († 1865)
- december 2. – Kállay Ferenc, művelődés- és nyelvtörténész, jogász, az MTA tagja († 1861)
- december 23. – Jean-François Champollion francia klasszika-filológus, orientalista, az ókori egyiptomi hieroglif írás megfejtője († 1832)

## Halálozások
- február 19. - Jean-Baptiste Krumpholz, cseh hárfás és zeneszerző (* 1742)
- február 20. – II. József, német-római császár, a felvilágosult abszolutizmus szellemében uralkodó magyar és cseh király[2] (* 1741)
- március 12. – Hadik András, tábornok, politikus (* 1710)
- április 17. – Benjamin Franklin, amerikai politikus, természettudós (* 1706)
- június 21. – Johann Georg Hamann, német filozófus és író (* 1716)
- július 14. – Ernst Gideon von Laudon, osztrák császári tábornagy (Feldmarschall), a 18. század egyik legsikeresebb hadvezére (* 1716)
- július 17. – Adam Smith, skót közgazdász (* 1723)
- szeptember 28. – Esterházy (Fényes) Miklós, magyar főrend, császári-királyi tábornok, a fertődi kastély építtetője (* 1714)
- október 4. – Jan Dekert lengyel kereskedő, nagypolgári politikus, Varsó polgármestere (* 1738)
- október 11. – Marmaduke Tunstall, angol ornitológus, múzeumalapító, a Royal Society tagja (* 1743)